# Philip Burton Moon
Philip Burton Moon FRS (Lewisham, 17 de maio de 1907 — 9 de outubro de 1994) foi um físico britânico.